# Francesco Montenegro
Francesco Montenegro (Messina, 22. svibnja 1946.) talijanski je prelat Katoličke Crkve. Služio je kao nadbiskup Agrigenta od 2008. do 2021. godine.
Papa Franjo je 4. siječnja 2015. najavio da će Montenegra proglasiti kardinalom na konzistoriju u Rimu 14. veljače. Na toj ceremoniji dodijeljena mu je titularna crkva Santi Andrea e Gregorio al Monte Celio.
Montenegro je imenovan članom Kongregacije za kauze svetaca 7. kolovoza 2021. godine.